# Lista de membros da Academia Leopoldina/1920
A lista de membros da Academia Leopoldina para 1920 contém todas as pessoas que foram nomeadas no ano 1920. No total foram eleitos 14 novos membros.

## Novos membros eleitos
| Nr.  | Nome                                   | Nascimento              | Admissão       | Morte                  | Seção                   | Imagem                       |
| ---- | -------------------------------------- | ----------------------- | -------------- | ---------------------- | ----------------------- | ---------------------------- |
| 3437 | Richard Reinhard Emil Schorr           | 20 de agosto de 1867    | 6 de abril     | 21 de setembro de 1951 | Matemática e astronomia | Richard Reinhard Emil Schorr |
| 3438 | Bernhard Karl Wanach                   | 30 de maio de 1867      | 6 de abril     | 2 de abril de 1928     | Matemática e astronomia |                              |
| 3439 | Paul Friedrich Hermann Wilski          | 26 de março de 1868     | 6 de abril     | 13 de março de 1939    | Matemática e astronomia |                              |
| 3440 | Otto August Hartwig von Linstow        | 23 de abril de 1872     | 29 de maio     | 15 de outubro de 1929  | Mineralogia e geologia  |                              |
| 3441 | Carl Albert Curt Alexander Lingelsheim | 27 de setembro de 1874  | 3 de junho     | 5 de março de 1937     | Botânica                |                              |
| 3442 | Ludwig Julius Bruno Schröder           | 1867                    | 14 de junho    | 1928                   | Botânica                |                              |
| 3443 | Friedrich Leopold Gustav Ernst Naumann | 24 de agosto de 1873    | 18 de junho    | 1 de fevereiro de 1968 | Mineralogia e geologia  |                              |
| 3444 | Otto Oskar Wilhelm Aichel              | 31 de outubro de 1871   | 3 de julho     | 31 de janeiro de 1935  | Zoologia e anatomia     |                              |
| 3445 | Georg Edmund Wetzel                    | 29 de dezembro de 1871  | 6 de julho     | 13 de setembro de 1951 | Zoologia e anatomia     |                              |
| 3446 | Reinhard Joachim Süring                | 15 de maio de 1866      | 15 de julho    | 29 de dezembro de 1950 | Física e meteorologia   | Reinhard Joachim Süring      |
| 3447 | Richard Friedrich Grammel              | 3 de março de 1889      | 22 de novembro | 26 de junho de 1964    | Matemática e astronomia |                              |
| 3448 | Heinrich Jung                          | 4 de maio de 1876       | 23 de novembro | 12 de março de 1953    | Matemática e astronomia |                              |
| 3449 | Hermann Paul Otto Eggert               | 4 de fevereiro de 1874  | 25 de novembro | 20 de janeiro de 1944  | Matemática e astronomia |                              |
| 3450 | Toivo Ilmari Bonsdorff                 | 15 de fevereiro de 1879 | 16 de dezembro | 17 de outubro de 1950  | Matemática e astronomia | Toivo Ilmari Bonsdorff       |